# Oblanov
Oblanov (německy Kaltonhof) je bývalá samostatná ves, nyní část okresního města Trutnov. Nachází se asi 3 km na západ od městského centra. Dlouhá staletí zůstával Oblanov jen malou vsí o několika domcích, postavených podél jediné cesty a potoka, který přímo ve vsi pramení. Může za to izolovanost vsi, stojící stranou všech cest a také drsná náhorní poloha. Je zajímavé, že mnozí obyvatelé Trutnova o existenci Oblanova nic netuší, nikdy v něm nebyli a nikdy o něm neslyšeli. Naopak další část Trutnovanů si Oblanov vyhlédla kvůli klidné nenarušené poloze za městem. Jenže po skoupení původních starých domů se už okolo vsi staví nové a jsou obavy, aby zde nevzniklo satelitní městečko. Uprostřed Oblanova stojí kaple Nejsvětějšího srdce Ježíšova a několik křížů.
V údolí hluboko pod Oblanovem se rozkládá rekreační oblast Dolce s několika rybníky. Z Volanova do Dolců, které jsou součástí Oblanova, vede po okraji Oblanova silnice. Po ní sem zajíždí autobusová linka trutnovské MHD č. 2.
V roce 2009 zde bylo evidováno 133 adres. V roce 2001 zde trvale žilo 52 obyvatel.
Oblanov je také název katastrálního území o rozloze 1,88 km2.

## Pamětihodnosti
- Kaple Nejsvětějího Srdce Ježíšova – malá kaple postavená z neomítnutého cihlového režného zdiva v novogotickém stylu s lomenými oblouky oken a dveří. Byla postavena počátkem 20. století a vysvěcena roku 1906.Interiéru dominuje oltář s obrazem Panny Marie, který na stěnách doplňují další obrazy. Kaple v průběhu desetiletí trpěla zanedbanou údržbou a vzlínáním spodní vody. V letech 2016–2017 proto město Trutnov, které je majitelem kaple, provedlo celkovou rekonstrukci interiéru a exteriéru, v dalším roce pak následovalo restaurování mobiliáře a zavěšení nového zvonu.[6][7] Nepřesně bývá (zřejmě na základě obrazu, umístěného na oltáři) uváděno zasvěcení kaple Panně Marii.